# YJ-21 (ミサイル)
YJ-21（中国語: 鹰击-21）は、中華人民共和国が開発した対艦弾道ミサイル（ASBM）。
中国人民解放軍の中国人民解放軍海軍と中国人民解放軍空軍で運用されている。

## 概要
YJ-21対艦弾道ミサイルは南昌級駆逐艦のVLSからコールドローンチ式で発射される試験映像によって存在が明らかになり、｢YJ-21E｣と呼ばれる輸出版が珠海航空ショー2022に展示された。
この対艦弾道ミサイルは軌道速度マッハ6、終末軌道ではマッハ10にも達し、仮に艦船に命中した場合は船体などを貫通し甚大なダメージを与えることが予想されている。また、極超音速による迎撃が極めて困難なミサイルになると言われており、接近阻止・領域拒否能力の一環になる可能性がある。
発射プラットフォームは南昌級駆逐艦のVLSとH-6Kの空中発射の2種類である。